# Standardni model
Standardni model elektrošibke in močne interakcije je teorija fizike osnovnih delcev, ki opisuje močno, šibko in elektromagnetno osnovno silo, kot tudi osnovne delce, ki sestavljajo snov. Standardni model je teorija kvantnega polja, in je skladen tako s kvantno mehaniko kot s posebno teorijo relativnosti. Do zdaj skoraj vsa eksperimentalna preverjanja teh treh osnovnih sil potrjujejo napovedi standardnega modela. Kljub vsemu pa standardni model ni popoln opis osnovnih sil, saj ne opisuje gravitacije.

## Vsebina standardnega modela
Standardni model vsebuje tako fermionske kot bozonske osnovne delce. Fermioni so delci s pol-celim spinom, ki se pokoravajo Paulijevemu izključitvenemu načelu, po katerem dva fermiona ne moreta biti obenem v istem kvantnem stanju. Bozoni so delci s celoštevilčnim spinom, za katere Paulijevo izključitveno načelo ne velja. Nekoliko po domače lahko povemo, da so fermioni delci, ki sestavljajo snov, bozoni pa delci, ki prenašajo sile. Podrobnejši opis o razlikah med fermioni in bozoni je v sestavku o nerazločljivih delcih.
Standardni model združuje teorijo elektrošibke interakcije, ki opisuje obenem šibko in elektromagnetno interakcijo, s kvantno kromodinamiko. Obe navedeni teoriji sta umeritveni teoriji, kar pomeni, da silam med fermioni pripiše bozone, ki posredujejo ali »prenašajo« te sile. Lagrangeeva funkcija za vsako množico posredniških bozonov je invariantna na transformacijo, ki se ji pravi umeritvena transformacija, zato jim pravimo tudi umeritveni bozoni. Bozoni, ki jih vključuje standardni model, so:
- foton, ki posreduje elektromagnetno interakcijo
- bozoni W in Z, ki posredujejo šibko interakcijo
- osem vrst gluonov, ki posredujejo močno interakcijo; šest od njih lahko opišemo kot nosilce parov »barve« in »antibarve« (npr. »rdeča« in »anti-zelena«), preostala dva pa sta bolj zapleteni mešanici barv in antibarv
- Higgsov bozon, ki povzroči spontani zlom simetrije umeritvenih grup in je odgovoren za obstoj vztrajnostne mase

Izkaže se, da je moč umeritvene transformacije umeritvenih bozonov povsem natančno opisati z unitarno grupo, imenovano »umeritvena grupa«. Umeritvena grupa močne interakcije je SU(3), umeritvena grupa elektrošibke interakcije pa SU(2)×U(1). Na standardni model se zato pogosto sklicujejo kot na SU(3)×SU(2)×U(1). Higgsov bozon je edini bozon v teoriji, ki ni umeritveni bozon; v teoriji ima posebno mesto, in je predmet določenih polemik. Gravitonov, bozonov, ki opisujejo gravitacijsko interakcijo, standardni model ne zajema.
Znotraj standardnega modela obstoja dvanajst različnih vrst fermionov. Med delci, kot so proton, nevtron ali elektron, ki sestavljajo veliko večino snovi, je le elektron tak, ki mu standardni model priznava status osnovnega delca, medtem ko sta proton in nevtron sestavljena iz še manjših delcev, imenovanih kvarki, katere povezuje močna interakcija. Osnovni fermioni standardnega modela so:
| Fermion                            | Simbol                           | Elektromagnetni naboj | Šibki naboj* | Šibki izospin | Hipernaboj | Močni naboj (barva)*       | Masa**      |
| 1. generacija                      |                                  |                       |              |               |            |                            |             |
| levosučni elektron                 | {\displaystyle e}                | -1                    | 2            | -1/2          | -1/2       | 1                          | 0.511 MeV   |
| levosučni elektronski nevtrino     | {\displaystyle \nu _{e}}         | 0                     | 2            | +1/2          | -1/2       | 1                          | < 50 eV     |
| levosučni pozitron                 | {\displaystyle e^{c}}            | 1                     | 1            | 0             | 1          | 1                          | 0.511 MeV   |
| levosučni elektronski antinevtrino | {\displaystyle \nu _{e}^{c}}     | 0                     | 1            | 0             | 0          | 1                          | < 50 eV     |
| levosučni kvark gor                | {\displaystyle u}                | +2/3                  | 2            | +1/2          | +1/6       | 3                          | ~5 MeV ***  |
| levosučni kvark dol                | {\displaystyle d}                | -1/3                  | 2            | -1/2          | +1/6       | 3                          | ~10 MeV *** |
| levosučni antikvark anti-gor       | {\displaystyle u^{c}}            | -2/3                  | 1            | 0             | -2/3       | {\displaystyle {\bar {3}}} | ~5 MeV ***  |
| levosučni antikvark anti-dol       | {\displaystyle d^{c}}            | +1/3                  | 1            | 0             | +1/3       | {\displaystyle {\bar {3}}} | ~10 MeV *** |
| 2. generacija                      |                                  |                       |              |               |            |                            |             |
| levosučni mion                     | {\displaystyle \mu }             | -1                    | 2            | -1/2          | -1/2       | 1                          | 105.6 MeV   |
| levosučni mionski nevtrino         | {\displaystyle \nu _{\mu }}      | 0                     | 2            | +1/2          | -1/2       | 1                          | < 0.5 MeV   |
| levosučni antimion                 | {\displaystyle \mu ^{c}}         | 1                     | 1            | 0             | 1          | 1                          | 105.6 MeV   |
| levosučni mionski antinevtrino     | {\displaystyle \nu _{\mu }^{c}}  | 0                     | 1            | 0             | 0          | 1                          | < 0.5 MeV   |
| levosučni kvark čar                | {\displaystyle c}                | +2/3                  | 2            | +1/2          | +1/6       | 3                          | ~1.5 GeV    |
| levosučni kvark čudnost            | {\displaystyle s}                | -1/3                  | 2            | -1/2          | +1/6       | 3                          | ~100 MeV    |
| levosučni antikvark anti-čar       | {\displaystyle c^{c}}            | -2/3                  | 1            | 0             | -2/3       | {\displaystyle {\bar {3}}} | ~1.5 GeV    |
| levosučni antikvark anti-čudnost   | {\displaystyle s^{c}}            | +1/3                  | 1            | 0             | +1/3       | {\displaystyle {\bar {3}}} | ~100 MeV    |
| 3. generacija                      |                                  |                       |              |               |            |                            |             |
| levosučni tauon                    | {\displaystyle \tau }            | -1                    | 2            | -1/2          | -1/2       | 1                          | 1.784 GeV   |
| levosučnu tauonski nevtrino        | {\displaystyle \nu _{\tau }}     | 0                     | 2            | +1/2          | -1/2       | 1                          | < 70 MeV    |
| levosučni antitauon                | {\displaystyle \tau ^{c}}        | 1                     | 1            | 0             | 1          | 1                          | 1.784 GeV   |
| levosučni tauonski antinevtrino    | {\displaystyle \nu _{\tau }^{c}} | 0                     | 1            | 0             | 0          | 1                          | < 70 MeV    |
| levosučni kvark vrh                | {\displaystyle t}                | +2/3                  | 2            | +1/2          | +1/6       | 3                          | 178 GeV     |
| levosučni kvark dno                | {\displaystyle b}                | -1/3                  | 2            | -1/2          | +1/6       | 3                          | ~4.7 GeV    |
| levosučni antikvark anti-vrh       | {\displaystyle t^{c}}            | -2/3                  | 1            | 0             | -2/3       | {\displaystyle {\bar {3}}} | 178 GeV     |
| levosučni antikvark anti-dno       | {\displaystyle b^{c}}            | +1/3                  | 1            | 0             | +1/3       | {\displaystyle {\bar {3}}} | ~4.7 GeV    |

* - To ni navadni Abelov električni naboj, ki ga enostavno seštevamo, ampak oznake predstavitve grup Liejevih grup.
** - Masa je pravzaprav sklopitev med levosučnim fermionom in desnosučnim fermionom. Masa elektrona, denimo, je tako sklopitev med levosučnim elektronom in desnosučnim elektronom, ki je antidelec levosučnega pozitrona. Tudi nevtrini izkazujejo močno mešanje v sklopitvi mas, zato ne moremo striktno govoriti o tem, da sta masi levosučnega in desnosučnega elektronskega nevtrina enaki, kot nakazuje ta razpredelnica.
*** - Kar se pri eksperimentih res meri, so mase barionov in hadronov in različni reakcijski preseki. Ker kvarkov zaradi omejitev kvantne kromodinamike ne moremo izolirati, so navedene mase za kvarke mase, izračunane z renormalizacijsko skalo kvantno kromodinamskega faznega prehoda. Za izračun te količine fiziki pripravijo mrežni model in s spreminjanjem mase kvarkov poskušajo doseči čim boljše ujemanje z eksperimentalnimi podatki. Ker so mase kvarkov prve generacije znatno pod območjem kvantne kromodinamike, so relativne napake precejšnje. Novejši mrežni modeli kvantne kromodinamike nakazujejo tudi precej nižje vrednosti za mase kvarkov, kot so podane v tej razpredelnici.
Fermione lahko razvrstimo v tri »generacije«, pri čemer prva obsega elektron, kvarka »gor« in »dol« ter elektronski nevtrino. Vso snov, ki nas obdaja, sestavljajo delci prve generacije; delci višjih generacij hitro razpadejo v delce prve generacije, in obstajajo le zelo kratek čas v eksperimentih pri visokih energijah. Razlog za razvrstitev v generacije je podobnost med fermioni različnih generacij - edina razlika je v masi. Elektron in mion, denimo, imata oba polovični spin in nosita osnovni električni naboj, razlika pa je v tem, da ima mion približno 200-krat večjo maso.
Elektron in elektronski nevtrino, kot tudi njuni sorodniki iz višjih generacij, spadata med leptone. Ti za razliko od drugih fermionov ne posedujejo količine, imenovane »barva«, in njihove interakcije (elektromagnetna in šibka) z razdaljo naglo padajo. Močna interakcija med kvarki pa se po drugi strani z razdaljo krepi, zato kvarkov ne najdemo prostih, ampak le vezane v brezbarvne kombinacije, imenovane hadroni. To so bodisi fermionski barioni, sestavljeni iz treh kvarkov (med njimi sta najbolj znana proton in nevtron), bodisi bozonski mezoni, sestavljeni iz para kvark-antikvark (zgled je pion). Masa takih agregatov presega vsoto mas posameznih kvarkov, ker zajema še njihovo vezavno energijo.

## Preizkusi in napovedi
Standardni model je napovedal obstoj bozonov W in Z, gluonov ter kvarkov »vrh« in »čar«, še preden so bili ti delci odkriti v eksperimentu. Njihove lastnosti, kot jih je napovedal model, so bile z veliko natančnostjo eksperimentalno potrjene.
Z velikim trkalnikom elektronov in pozitronov (Large Electron-Positron collider, LEP) v raziskovalnem središču CERN so preverili različne modelske napovedi razpada bozona Z, in jih v celoti potrdili.

## Izzivi standardnega modela
Kljub velikemu uspehu standardnega modela pri razlagi eksperimentalnih rezultatov fizike delcev pa ta nikoli ni bil sprejet kot zaključena teorija osnovne fizike. Standardni model ima namreč dve pomembni pomanjkljivosti:
1. Model vsebuje 19 prostih parametrov, kot so mase delcev (ter dodatnih 10, če štejemo še mase nevtrinov), katerih vrednosti sam model ne napoveduje, ampak jih je treba določiti s poskusom.
2. Model ne vsebuje kvantne gravitacije.

Vse odkar so razvili standardni model, je veliko fizikov poskušalo odpraviti ti pomanjkljivosti.
Eden od poskusov razrešiti prvo težavo je znan kot veliko poenotenje. Tako imenovane teorije velikega poenotenja (angl. grand unification theory, GUT) so predpostavljale, da so simetrijske grupe SU(3), SU(2) in U(1), ki opisujejo posamezne interakcije, pravzavrav podgrupe neke večje simetrijske grupe. Pri velikih energijah - mnogo večjih od tistih, dosegljivih s pospeševalniki - se simetrija poenotene grupe ohranja, pri nizkih pa se reducira na SU(3)×SU(2)×U(1) v procesu, poimenovanem spontani zlom simetrije. Prvo tovrstno teorijo, v kateri sta uporabila SU(5) kot poenoteno grupo, sta leta 1974 predlagala Georgi in Glashow. Pomembna značilnost te in drugih teorij poenotenja je, da za razliko od standardnega modela napovedujejo razpad protona. V letu 1999 so v nevtrinskem observatoriju Super-Kamiokonde sporočili, da niso zaznali nobenega razpada protona, kar postavlja spodnjo mejo za razpolovni čas protona na 6.7·1032 let. Ta in podobni poskusi so ovrgli številne teorije velikega poenotenja, vključno z SU(5).
Poleg navedenega obstajajo tudi kozmološki razlogi, zakaj naj bi standardni model ne bil popoln. V standardnem modelu sta snov in anti-snov zastopani simetrično. Resda lahko velikansko prevlado snovi nad anti-snovjo v Vesolju razložimo s tem, da je Vesolje pač nastalo takšno, vendar pa se večini fizikov zdi takšna razlaga vsaj ne-elegantna. Poleg tega standardni model ne ponuja mehanizma za napihovanje Vesolja, ki je poteklo ob njegovem nastanku, kar je seveda posledica tega, da ne zajema gravitacije.
Tudi Higgsovega bozona, ki ga napoveduje standardni model, do leta 2002 še niso zaznali.
Prvo eksperimentalno odstopanje od standardnega modela so zaznali v letu 1998, ko so raziskovalci v centru Super-Kamiokonde objavili razultate, ki so nakazovale oscilacije nevtrinov. To je nakazovalo na to, da imajo nevtrini od nič različno maso, saj delci z maso potujejo s hitrostjo svetlobe, tako da čas zanje ne teče.
V opisani standardni model nevtrinov z maso ni mogoče vključiti, saj predpostavlja le »levosučne« nevtrine, katerih spin je usmerjen v smeri, nasprotni od vrtenja urinega kazalca okoli osi njihovega gibanja. Če imajo nevtrini od nič različno maso, očividno potujejo počasneje od hitrosti svetlobe, zato je mogoče nevtrino »prehiteti« z izbiro takega koordinatnega sistema, v katerem je njegova smer gibanja obrnjena, spin pa enak - tak nevtrino postane »desnosučen«.
Po objavi teh rezultatov so poskusili standardni model prilagoditi tako, da dopušča nevtrine z maso, kar je ob začetnih 19 parametrih zahtevalo še dodatne. Nekaj zmede vnaša dejstvo, da novi model še vedno poimenujejo z enakim imenom: standardni model.
Drugo razširitev standardnega modela predstavljajo teorije supersimetrije, ki za vsak delec v standardnem modelu predpostavljajo obstoj supersimetričnega »partnerja« z zelo veliko maso. Teorije supersimetrije obenem ponujajo tudi razrešitev problema temne snovi v Vesolju.